# Aostalli
Aostalli ist der Name einer bekannten Familie von Baumeistern aus dem Tessin, deren Mitglieder überwiegend in Prag und in anderen Teilen Böhmens tätig waren.
Die Baumeisterfamilie Aostalli ist seit dem 14. Jahrhundert in Sala Capriasca im Tessin belegt. Weitere Schreibweisen des Familiennamens waren: Avostalli, Avostalis, Aostalli de Sala, Austalis, Austalis de Sala, Avostalo, Vostalis; in den Tessiner Urkunden auch: Hostali, Ostali, Agostali.

## In Böhmen tätige Baumeister
- Giovanni Maria Aostalli (* nach 1500; † vor 16. April 1567 vermutlich in Prag). Dessen Söhne:
  - Agostino Aostalli (* um 1527 vermutlich in Pambio; † 1617 ebenda).
  - Andrea Maria Aostalli (* vermutlich in Pambio); erstmals 1548 als Meister in der Maurergruppe seines Vaters auf der Prager Burg nachgewiesen.
  - Pietro Aostalli (* um 1528 vermutlich in Pambio; † zwischen 1570 und 1576 in Prag); seit 1548 oder früher Mitglied der Maurergruppe seines Vaters in Prag.

- Die folgenden Aostallis waren Brüder:
  - Antonio Aostalli (* Savosa); seit 1548 Mitglied der Prager Baugruppe von Giovanni Maria Aostalli. Am 24. September 1554 vom römisch-deutschen König und späteren Kaiser Ferdinand I. nobilitiert.
  - Giovanni Battista Aostalli (um 1510–1575).
  - Francesco I. Aostalli (* vermutlich in Savosa); seit 1548 Mitglied der Baugruppe von Giovanni Maria Aostalli. Zusammen mit seinen Brüdern Antonio und Stefano nobilitiert. Kehrte vielleicht ins Tessin zurück.
  - Stefano Aostalli (* vermutlich in Savosa); seit 1548 in der Baugruppe seines Bruders Giovanni Battista Aostalli. Zusammen mit seinen Brüdern Antonio und Francesco I. vom Ferdinand I. nobilitiert.

- Sohn des Antonio Aostalli:
  - Francesco II. Aostalli (* vermutlich in Savosa; † nach 1591), tätig in Prag, evtl. auch als Mitarbeiter von Ulrico Aostalli. Soll 1587 in Prag ein Haus für Jakub Menšik von Menšstejn erbaut haben.
- Vermutlich Schwager des Antonio Aostalli:
  - Ulrico Aostalli (* nach 1520 vermutlich in Savosa; † 10. Mai 1597 in Prag).